# Wilde Clique
Wilde Clique ist ein deutscher Film von den Regisseuren Hannelore Conradsen und Dieter Köster aus dem Jahr 1982. Er erzählt eine aus dem Leben gegriffene Geschichte junger Leute im West-Berlin des Jahres 1982. In einer differenzierten Darstellung ihres Alltags am Wochenende, inszenieren die Autoren und Regisseure einen Berlin-Film, in dem die Mauer für die Protagonisten kaum existent zu sein scheint, aber dafür dem Zuschauer umso sichtbarer gemacht wird (die Protagonisten baden direkt unterhalb des DDR-Todesstreifen). Es wird eine der ältesten Geschichten des Kinos variiert: Der einfache (ewige) Sommernachtstraum (hier - hart unterhalb der Berliner Mauer).

## Handlung
Jeder der Protagonisten des Films Wilde Clique will aus seinen eigentlichen Verhältnissen heraus. Wohin, vor ihrem alltäglichen Hintergrund ohne Geld und Bildung? Die Einbildungskraft scheint hier gänzlich geschwunden zu sein, nirgendwo ein wirklicher Aufschwung in Sicht, nichts geht voran, alles scheint schon erlebt, gesagt, gedacht, vorgestellt und getan. Und doch, man braucht nur genau hinzuschauen, ein winziges Hindernis hält sie davon ab, in den allgemeinen Trübsinn mit einzustimmen: Das alltägliche Dasein jedes Einzelnen, sei es noch so leer und banal.
Hieraus entwickelt sich in der Filmgeschichte eine rotierende Bewegung auf das alltägliche Wochenende der Protagonisten zu - Vivienne, Marni, Beule und Pellworm. Ein Abenteuerfilm über das Lebensgefühl einiger unbedeutender Leute im Westteil der geteilten Stadt Berlin.
Beule (17) turnt mit seinem Batterieradio über Gütergleise, Hinterhöfe, durch Kaschemmen und über Schrottberge, auf der Suche nach irgendeiner Arbeit. Er wird dabei von einer der vielen Absagen regelrecht getroffen, in Form einer hinterhergeschleuderten Blechdose: Hau ab, du Linkswixer !
Dieser Tonfall bleibt in dem Film bestimmend. Beule stellt sein tragbares Radio an und springt mit Imagination in die gepflanzten Kohlrabibeete von Pellworm (22): In meiner Comicstripfantasie ist die Welt so klar wie nie!
Auch Bruno Pellworm stößt ihn aus seinem begrünten Behelfgrundstück, nur netter als die Anderen. Er kommt eigentlich aus der nahen DDR. Dort hat er die Fähigkeit erworben, aus nichts etwas zu machen, sich so den Lebensunterhalt zu sichern. Er handelt und rangiert mit Billigschrott, nun auch im Westen der Stadt. Viel mehr ist über seine Herkunft nicht zu erfahren. Lediglich eine Motorradkappe, die er immer trägt, erinnert an die Vergangenheit im nahen Osten. Im Verlauf des Films wird er seinen Brunftschrei, über die Mauer an der Bernauerstraße, hinüberschicken. Vergebens, wie Beule voraussagt. Beule rupft unterhalb der Mauer („Wer hier durchkommt, kriegt von mir eine Mark.“) für Pellworm Karnickelfutter, womit dieser bei gehbehinderten Besitzern von Haustieren handelt. Beule bewundert Pellworm um den maroden VW-Pritschenwagen und dessen Geschäftssinn: So zwingt man die Rudis!
Beules Anhänglichkeit ist Pellworm auf einmal lästig. Er hat ein Inserat aufgegeben und auf dem Kreuzberger Rummel ein Treffen mit einer Sekretärin verabredet.
Derweil steht seine Hoffnung Marnie (21) noch in einer Imbissbude am Potsdamer Platz und bedient schwitzend „coole Amerikaner“. Sie kann kein Englisch, verehrt Liza Minnelli, hasst den Geschmack von Thüringerwurst und wohnt direkt über der Grenzmauer in Neukölln, wo sie auf ihre Art „Cabaret“ intoniert: Life is a cabaret!
Raus aus den Fettklamotten, rein in den Top-Hosenanzug, abgestimmt auf die bronzefarbenen Pumps und ihre blondierte Sturmfrisur: Schule ist das Beschissenste, was es gibt!
Nun sieht sie wie eine waschechte Sekretärin aus und ihre Mutter hofft, dass sie diesmal endlich einen Beamten treffen wird (damit die Tochter aus ihrer engen Wohnung ausziehen kann). Der Treffpunkt auf dem Kreuzberger Rummel passt nicht ganz in das erhoffte Bild: Doch suchst du nach Ehrlichkeit? Ehrlichkeit heißt auch immer etwas geben!
Vivienne (18) gibt derweil ihre dunkle Haarfarbe hin für eine auffällige, feuerrote Mähne. Die Gymnasiastin nutzt den Wochenendtrip ihrer Eltern, um sich nuttig ausgehchic zu machen. Sie wagt einem Gefühl zu folgen, was ihr fremd ist. Vivienne will für das Wochenende nicht mehr sie selber sein, die perfekte Sportlerin und Klassenbeste, sondern die „Männeraufreißerin“. Sie will sich einfach gehen lassen, trifft aber bei ihrer Männerjagd in Lorettas - Garten auf Beule, der Pellworm verfolgt und dabei stört, wie dieser der ernüchterten „Sekretärin“ Marni zu erklären versucht, dass auch Schrottis Menschen sein können.
Auf ihrem Weg durch die geteilte Stadt, in tiefgelber untergehender Sonne auf das vermauerte Brandenburger Tor zu, trifft die zusammengewürfelte Clique auf 42 (42), einen ehemaligen Bekannten von Pellworm, aus DDR Zeiten, der es inzwischen im Westen zu einem VW-Kabrio gebracht hat und Pellworm den Auftrag erteilt, für ihn eine uralt-Isetta mit Vordereinstieg zu beschaffen.
Der U-Bahn-Abfertiger spielt sich hier als Lehrer auf, besonders gegenüber Beule, als unkündbar und rigoros propagiert er seine urberliner Werte. Marni sieht in ihm ihre Chance. Doch lieber möchte 42 mit der jüngeren Vivienne anbändeln. Die bleibt nun lieber an Beules Seite, was 42 dazu zwingt, sich der Gruppe (kämpferisch) anzuschließen.
Es beginnt eine merkwürdige Reise durch ein vollkommen verarmtes Berlin, wo verrostete Schiffe in der blauen Stunde schaukeln, Betrunkene in den Chor einstimmen, Erlösung durch Suff und Sex erbittend. Über rostige Stahlplatten stöckeln teure Pumps durch die Nacht und für den Träger der kaputtesten Turnschuhe weit und breit, angestrahlt von den Suchscheinwerfern bedrohlich tieffliegender Verkehrsmaschinen, springt der Liebesfunke nicht über. Vivienne und Beule haben nur Sex miteinander, werden dabei aber von Pellworm gestört.
Kleine feine Aggressionen und Irritationen resultieren hieraus neben merkwürdigen „Insider“-Geschäften, die nebenbei erledigt werden: Doch Gefühle sind etwas Originales, die jedem Zwang spotten.
…Bis alle sich in früher Morgenstunde zum Frühstück im Freien wiederfinden, zwischen Kohlrabibeeten in Pellworms verwildertem Garten. Pellworm führt 42 Waltraud (55) zu, eine Obstverkäuferin, die er in einer Absteige getroffen hat und die eine Isetta besitzt. 42 erinnert Waltraud an einen „Verblichenen“, der im DDR-Fernsehfunk einmal die Lottozahlen mit Musik angesagt hat. Sie bringt ihre alte Isetta bei 42 mit ins Spiel und Pellworm hat seine Provision verdient: Lieber gemeinsam als alleine einsam.
Fazit: Im Grunde ist nicht viel passiert und doch geht von dieser Nacht eine suggestive Kraft aus: Es gibt keinen Menschen, mag sein Schicksal auch noch so leer und banal sein, der in unvorhersehbaren Augenblicken nicht auch so etwas wie Verzückung erfährt.

## Kritik
Der Film wurde auf fast allen großen Film-Festivals aufgeführt (Berlinale, Chicago, Bombay, Amsterdam, Paris und Saarbrücken, wo er den Sonderpreis der Jury ins Leben rief, der extra (und aus Freude über Wilde Clique) aus der eigenen Tasche der Juroren (u. a. Clemens Klopfenstein, Peter Hajek …) gestiftet wurde).

„New German Cinema!…

…This is one of those pics that points a new direction in the Berlin film scene: A low budget production free of tv chliches and uninspired stereortyped acting. Pic could beeffectively programmed abroad.“

## Machart
Wie den Produktionsunterlagen und Presseberichten zu entnehmen ist, entstand der Film spontan innerhalb von 2 Monaten. Die Regisseure waren angeödet von der Arbeit für das Fernsehen, wo sie mit Dokumentationen (wie „Die Mauerbande“ (1981) und „Die kleine Freiheit - Unter deutschen Dächern“ (1982)) Aufsehen erregten, und suchten einen „lustvolleren Weg“ der Realisation ihrer Vorstellungen. Sie wollten nicht wieder „Gremien austricksen, Geldgeber anbetteln“ und realisierten das Projekt Wilde Clique ganz aus eigenen Mitteln. Sie schreiben zu diesem Aspekt auf ihrer Site „Wir wahren Helden“:

„Die wahren Helden in Deutschland sind die freien, Filmemacher', die nicht nur volles Risiko tragen, sondern ohne Förderung aus eigener Tasche realisieren – mit einer eben so eigenen Geschichte. Wir meinen also nicht die, denen Fördergelder nur so zufallen, weil sie alles richtig annstellen, windschnittig am Markt sind oder den Kulturauftrag blendend erfüllen, mit Bestsellerverfilmungen oder Valiumshows, Storys über 68er Aufarbeitung, Widerstand, Emanzen, Lesben und Schwulenmilieu, Ausländerproblematik und was es Kompatibles noch so alles gibt, sondern jene, die es ohne große Kompromisse lustvoll hinbekommen, eine echt eigene Ansicht oder Idee zu realisieren, die keinem Programmauftrag folgt, gegen alle Widerstände, nicht an den Haaren herbei gezogen, von der Förderinstanzen, Programmverantwortliche und Geschmackszensoren nicht mehr träumen können. Sie wissen nicht, was das sein könnte?! Sehn Sie! Wir bekommen es aus diesem Lande auch nur ganz selten vorgeführt …“